# Ocotea stuebelii
Ocotea stuebelii är en lagerväxtart som beskrevs av Carl Christian Mez. Ocotea stuebelii ingår i släktet Ocotea och familjen lagerväxter. Inga underarter finns listade i Catalogue of Life.